# Бессе (Шаранта)
Бессе́ (фр. Bessé) — коммуна во Франции, находится в регионе Пуату — Шаранта. Департамент — Шаранта. Входит в состав кантона Эгр. Округ коммуны — Конфолан.
Код INSEE коммуны — 16042.
Коммуна расположена приблизительно в 370 км к юго-западу от Парижа, в 75 км южнее Пуатье, в 35 км к северу от Ангулема.

## Население
Население коммуны на 2008 год составляло 149 человек.
| 1962 | 1968 | 1975 | 1982 | 1990 | 1999 | 2008 |
| ---- | ---- | ---- | ---- | ---- | ---- | ---- |
| 216  | 169  | 137  | 116  | 132  | 152  | 149  |

## Администрация
| Период | Период | Фамилия      | Партия       | Примечания |
| ------ | ------ | ------------ | ------------ | ---------- |
| 2001   | 2008   | Жак Эспозито |              |            |
| 2008   | 2014   | Ноэль Лизо   | беспартийный | плотник    |

## Экономика
Основу экономики составляет сельское хозяйство (выращивание зерновых культур и разведение крупного рогатого скота и свиней).
В 2007 году среди 82 человек в трудоспособном возрасте (15—64 лет) 56 были экономически активными, 26 — неактивными (показатель активности — 68,3 %, в 1999 году было 54,9 %). Из 56 активных работали 50 человек (29 мужчин и 21 женщина), безработных было 6 (4 мужчины и 2 женщины). Среди 26 неактивных 5 человек были учениками или студентами, 8 — пенсионерами, 13 были неактивными по другим причинам.

## Достопримечательности
- Церковь Сен-Себастьен (XII век)
- Дольмен Пьер Бланш[фр.]. Длина — 4,50 м, ширина — 4 м, высота — 1,50 м. Исторический памятник с 1930 года[3]

## Фотогалерея

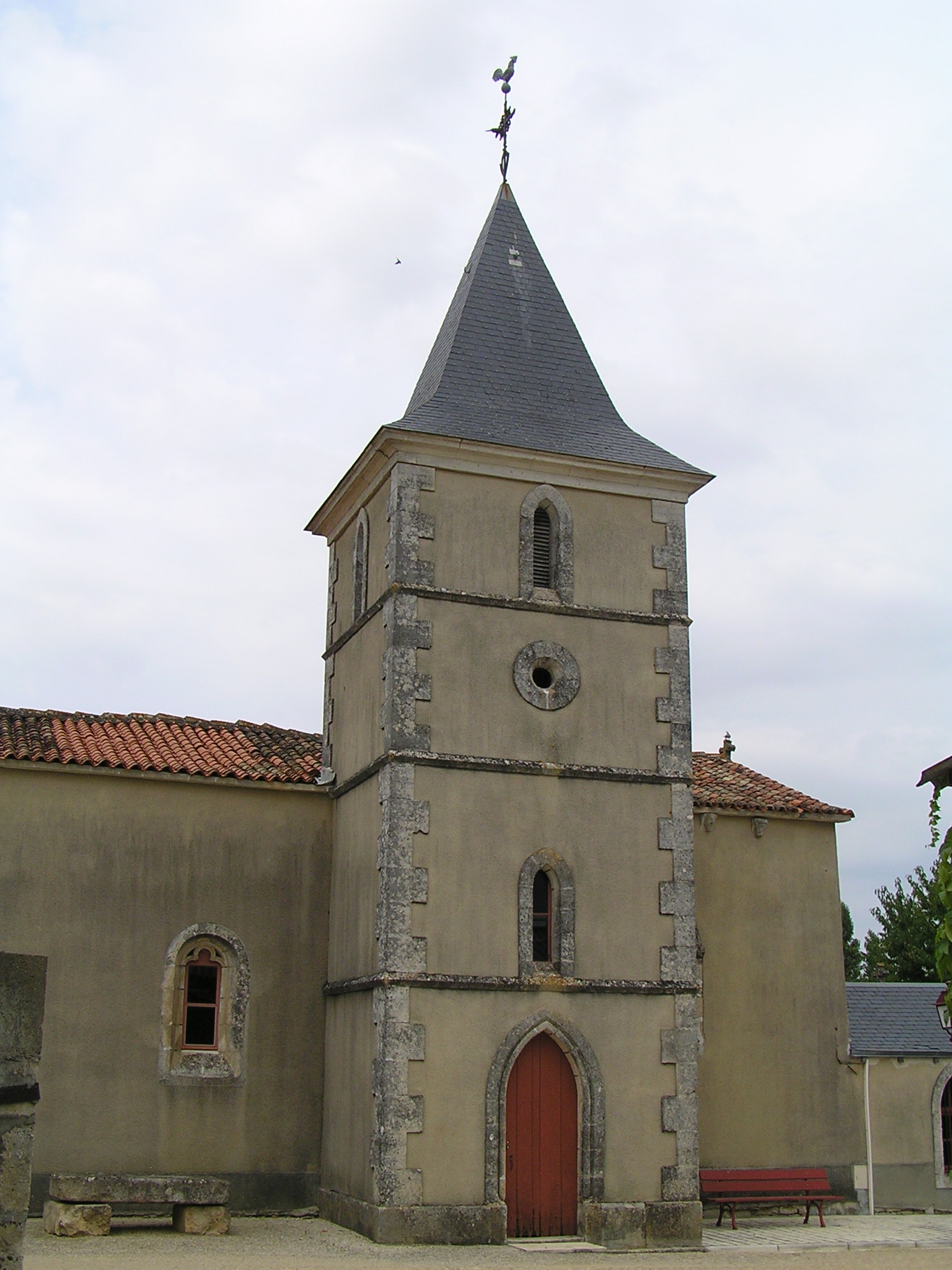
Церковь Сен-Себастьен
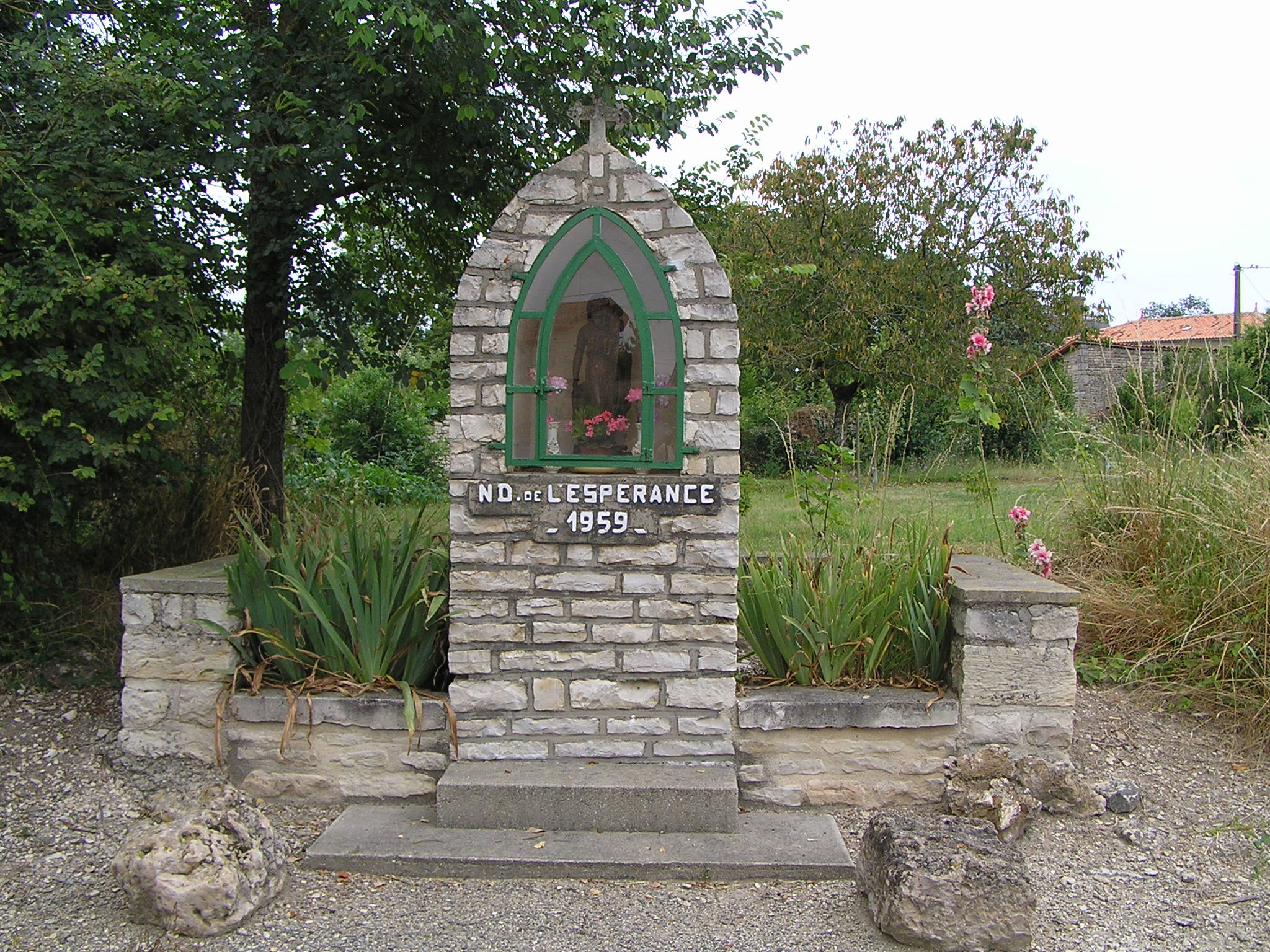
Ораторий
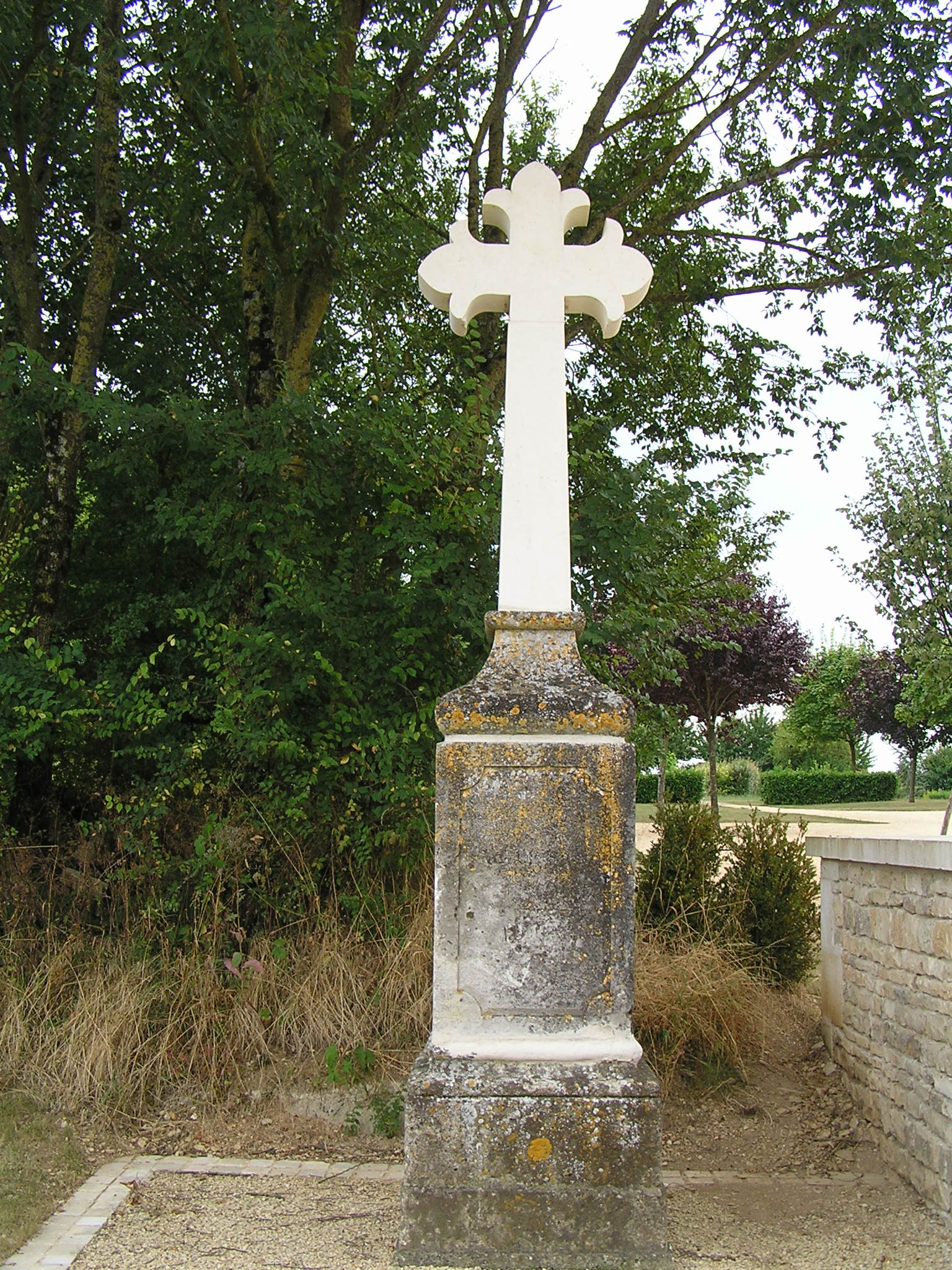
Придорожный крест
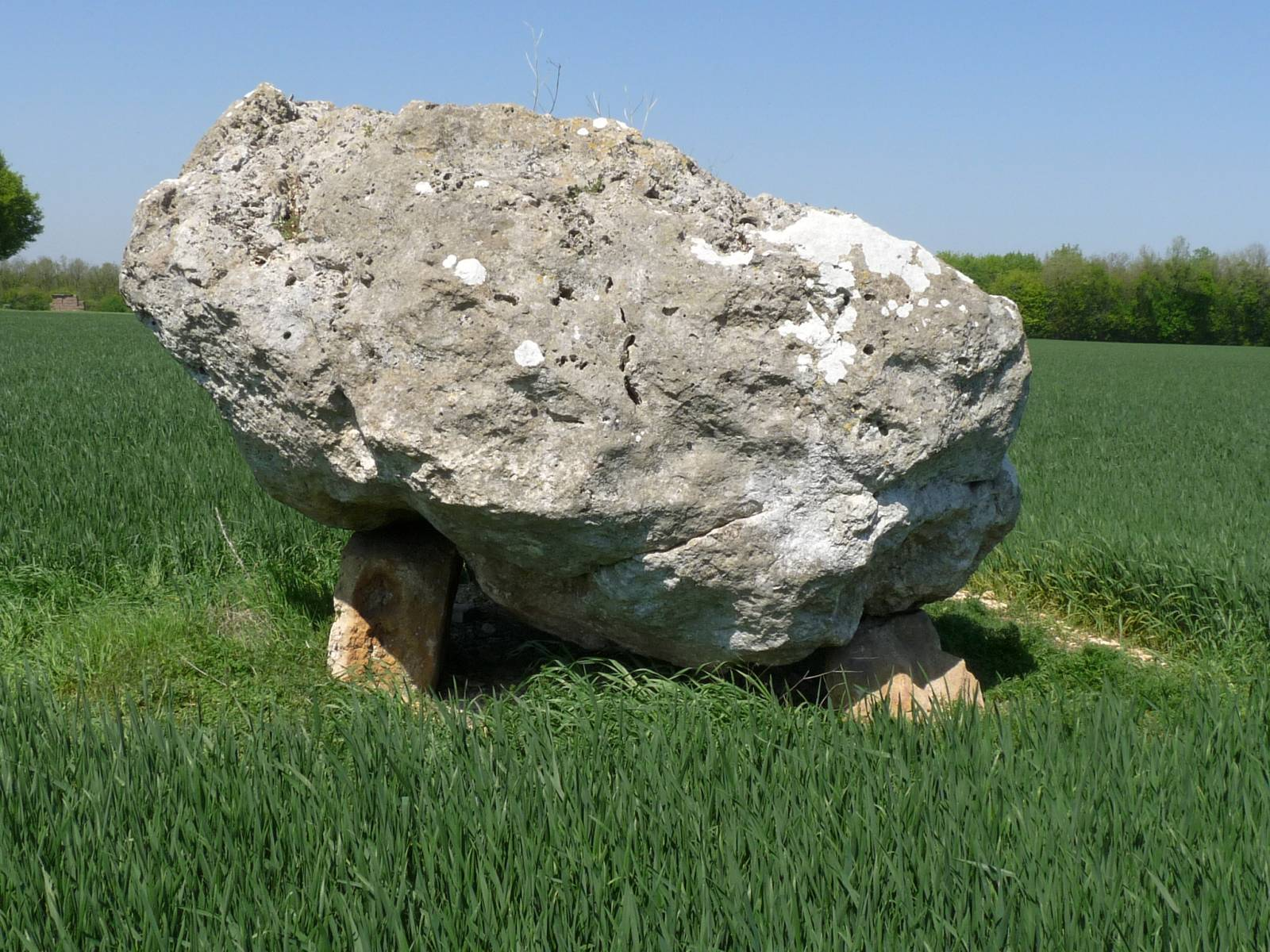
Дольмен Пьер Бланш